# Operation Countryman
Operation Countryman war eine Untersuchung zur Korruption bei der Londoner Polizei, die zwischen 1978 und 1982 durchgeführt wurde. 84 Beamte der Metropolitan Police und 29 Mitglieder der City of London Police wurden u. a. der Fälschung von Beweisen, der Bestechung und der Zusammenarbeit mit Bankräubern beschuldigt. Nur zwei Ermittlungen der gesamten Operation waren erfolgreich und deshalb wird diese als gescheitert betrachtet. Es gab Bemühungen von leitenden Polizeibeamten des Scotland Yard und dem damaligen Generalstaatsanwalt Sir Thomas Hetherington, die Aufklärung der Fälle zu unterbinden.

## Details
Die Beamten der Operation wurden aus der Polizei des ländlichen Dorset rekrutiert, daher stammt der Name Countryman. Die Untersuchung wurde wegen der stetigen Zunahme von Korruptionsvorwürfen innerhalb der Polizei eingeleitet. Zuvor geheime Dokumente zeigen, dass die Ermittler auch dazu gezwungen wurden, den Anschein zu wahren, als hätte die Polizei uneingeschränkt mit ihnen zusammengearbeitet.
Kriminelle, die sich schwerer Straftaten, wie z. B. bewaffneten Raubüberfalls, schuldig gemacht hatten, wurden demnach freigelassen und nicht strafrechtlich verfolgt. Im Mittelpunkt der Untersuchung standen zwei Schlüsselfiguren: Alf Sheppard, ein Bankräuber, der mithalf, Beweise gegen korrupte Beamte zu sammeln, und DCI Phil Cuthbert, ein Beamter der Polizei der City of London und führender Freimaurer. Er war auch einer der beiden Männer, die später ins Gefängnis kamen.
Drei große Raubüberfälle fanden in den Ermittlungen besondere Beachtung:
- der Raub der Löhne des Daily Express im Wert von 175.000 Pfund im Jahr 1976
- der Bankraub von Williams & Glyn im Wert von 520.000 Pfund im Jahr 1977
- der Raub der Löhne des Daily Mirror im Jahr 1978, bei dem ein Sicherheitsbeamter erschossen und 200.000 Pfund gestohlen wurden

Bisher ist nur ein Teil der Operation in der Öffentlichkeit bekannt geworden und die Akten sollen bis 2067 vom Innenministerium geheim gehalten werden.

## Parlamentsdebatte im House of Commons
Dale Campbell-Savours sagte dazu, dass über 250 Polizisten zurücktreten mussten und viele von diesen angeklagt wurden, da deren Mitgliedschaft in Freimaurerlogen den Kern einer kriminellen Verschwörung bildete. Ebenso meinte er, die Freimaurerei sei eine geheime Organisation, deren Mitglieder geheime Methoden anwenden, um sich gegenseitig zu erkennen, während Nichtmitglieder dies nicht bemerken können. Diese Identifizierungstechniken wurden extra für einen solchen Zweck entwickelt, ergänzte Campbell-Savours. Zudem erklärte er, dass Polizeibeamte das Vertrauen der Öffentlichkeit benötigen, unparteiisch zu handeln, um das Gesetz durchzusetzen zu können. Daher sollten diese seiner Meinung nach keine Freimaurer sein und entweder die Freimaurerei oder den Polizeidienst aufgeben.
Dale Campbell-Savours hob hervor, dass 3 Jahre zuvor der damals wichtigste Polizei-Offizier des Landes, Sir Kenneth Newman, dieselben Äußerungen zu einer langen Geschichte von Problemen mit der Freimaurerei in der Polizei gemacht hatte. Newmans Buch The Principles of Policing and Guidance for Professional Behaviour beschreibt das besondere Problem von Polizeibeamten, die ebenso Freimaurer sind. Sein Nachfolger und mindestens fünf weitere Polizeipräsidenten waren der Meinung, es dürfe aufgrund der eidesstattlichen Dienstverpflichtung nicht einmal der Eindruck entstehen, dass die Unparteilichkeit beeinträchtigt sein könne, stellt Campbell-Savours dar. Er bemerkte darüber hinaus, dass als Reaktion darauf Freimaurer die Loge St. James gründeten, die fast ausschließlich aus Polizisten bestand. Campbell-Savours verbildlichte dabei, dass die „Tentakel“ dieser Loge tiefe Verbindungen bis zu den Konservativen hatten.
Dale Campbell-Savours argumentiere, dass Freimaurer nicht als Polizisten dienen sollten und diese ihre Mitgliedschaft ggfs. beenden sollten. Der freimaurerische Treueeid sei unvereinbar mit der Pflicht zur Unparteilichkeit, stellte er klar. Seiner Ansicht nach werde das Vertrauen in die Polizei durch ihre Verbindungen zur Freimaurerei erheblich geschädigt und somit auch der Kampf gegen das Verbrechen. Campbell-Savours kritisierte, wenn eine hohe Anzahl Beamter einer Organisation angehöre, deren Praktiken völlig im Widerspruch zu den Prinzipien einer offenen, freien und demokratischen Gesellschaft stehen, sei das nicht gut für die Polizei.
In dem o. g. Buch The Principles of Policing and Guidance for Professional Behaviour, das auch als Ratgeber für Polizeibeamte von der Metropolitan Police 1985 herausgegeben wurde und auf das Dale Campbell-Savours sich in seiner Rede bezog, wird betont, dass Passagen des Inhaltes nicht als grundsätzliche Kritik an der Freimaurerei zu verstehen seien. Dennoch ist der Konflikt beschrieben, dass ein Polizist, der ebenso Freimaurer ist, sich an den Eid zur Wahrung freimaurerischer Geheimnisse zu halten hat, einschließlich derjenigen, wie er sich gegenüber anderen Freimaurern im Geheimen zu erkennen gibt, ohne dass Außenstehende das erkennen können. Aus dem Text geht hervor, dass die Loyalität eines freimaurerischen Polizisten möglicherweise zuerst anderen Freimaurern gelten kann. In dem Buch wird daher empfohlen, dass Freimaurer, die auch Polizisten sind, von Zeit zu Zeit darüber nachdenken sollten, ob sie wirklich Freimaurer bleiben wollen.

## Parlamentarische Anfragen
Im britischen Parlament wurde der Innenminister mehrfach in Anfragen aufgefordert, die Ergebnisse der Operation Countryman vollständig bekannt zu geben. Solche Anfragen wurden jedoch abgelehnt, da sie durch das „Public Interest Immunity (PII)“ geschützt sind. Dies ist ein Grundsatz des englischen Common Law, bei dem auf gerichtliche Anordnung Beweismittel zurückgehalten werden dürfen, wenn die Vertraulichkeit der Beweise und deren möglicher Schaden höher bewertet werden als das öffentliche Interesse an ihrer Offenlegung. Dieses Gesetz wurde im Strafrecht gegen organisierte Kriminalität, Banden und Drogenhändler erlassen, wenn durch Beweismittel z. B. die Identität bezahlter Polizeiinformanten offenbart werden könnte.